# Jaylen Barron
 (décembre 2021).
Si vous disposez d'ouvrages ou d'articles de référence ou si vous connaissez des sites web de qualité traitant du thème abordé ici, merci de compléter l'article en donnant les références utiles à sa vérifiabilité et en les liant à la section « Notes et références ».
 (décembre 2021).
La mise en forme du texte ne suit pas les recommandations de Wikipédia : il faut le « wikifier ».
Les points d'amélioration suivants sont les cas les plus fréquents. Le détail des points à revoir est peut-être précisé sur la page de discussion.
- Les titres sont pré-formatés par le logiciel. Ils ne sont ni en capitales, ni en gras.
- Le texte ne doit pas être écrit en capitales (les noms de famille non plus), ni en gras, ni en italique, ni en « petit »…
- Le gras n'est utilisé que pour surligner le titre de l'article dans l'introduction, une seule fois.
- L'italique est rarement utilisé : mots en langue étrangère, titres d'œuvres, noms de bateaux, etc.
- Les citations ne sont pas en italique mais en corps de texte normal. Elles sont entourées par des guillemets français : « et ».
- Les listes à puces sont à éviter, des paragraphes rédigés étant largement préférés. Les tableaux sont à réserver à la présentation de données structurées (résultats, etc.).
- Les appels de note de bas de page (petits chiffres en exposant, introduits par l'outil «  Source ») sont à placer entre la fin de phrase et le point final[comme ça].
- Les liens internes (vers d'autres articles de Wikipédia) sont à choisir avec parcimonie. Créez des liens vers des articles approfondissant le sujet. Les termes génériques sans rapport avec le sujet sont à éviter, ainsi que les répétitions de liens vers un même terme.
- Les liens externes sont à placer uniquement dans une section « Liens externes », à la fin de l'article. Ces liens sont à choisir avec parcimonie suivant les règles définies. Si un lien sert de source à l'article, son insertion dans le texte est à faire par les notes de bas de page.
- La présentation des références doit suivre les conventions bibliographiques. Il est recommandé d'utiliser les modèles {{Ouvrage}}, {{Chapitre}}, {{Article}}, {{Lien web}} et/ou {{Bibliographie}}. Le mode d'édition visuel peut mettre en forme automatiquement les références.
- Insérer une infobox (cadre d'informations à droite) n'est pas obligatoire pour parachever la mise en page.

Pour une aide détaillée, merci de consulter Aide:Wikification.
Si vous pensez que ces points ont été résolus, vous pouvez retirer ce bandeau et améliorer la mise en forme d'un autre article.
Jaylen Barron, née le 31 août 1997, est une actrice américaine. Elle est principalement connue pour ses rôles de Zoe Phillips dans la série Netflix Zoe et Raven et de Dominique Winslow dans la série télévisée Shameless.

## Biographie
Jaylen Barron est née le 31 août 1997 à Reno dans le Nevada. Elle et sa famille ont ensuite déménagé à Los Angeles et c'est ici que sa carrière débute. Sa mère est d'origine mexicaine et elle a une petite sœur nommée Sofia.

## Carrière
Jaylen a fait ses débuts à la télévision en [2012, en apparaissant dans les séries télévisées dans Bones et Shake It Up. Elle a aussi eu des rôles plus récurrents les séries See Dad Run, Bonne chance Charlie et Shameless.
Lors de son passage sur la série Shameless, elle a déclaré : « C'était l'une de mes meilleures expériences. Les gens étaient incroyables et si talentueux. J'ai tellement appris [...] »
En 2017, Jaylen a été choisie pour le personnage de Zoe Phillips, rôle principal de la série dramatique originale de Netflix Zoe et Raven (Free Rein). Elle a joué durant les trois saisons de la série de 2017 à 2019 ainsi que dans deux épisodes spéciaux : Zoe et Raven : Noël Ensemble (2018) et Zoe et Raven : La Saint Valentin (2019).
En janvier 2021, elle a joué dans un épisode de la série Fox : 9-1-1. La même année, elle jouera dans la série télévisée Starz : Blindspotting, une adaptation télévisée du film de 2018 du même nom.

## Filmographie

### Télévision
Séries-télévisées
- 2012 : Bones : Ashley Otton (1 épisode)
- 2012 : Shake It Up : Melanie (1 épisode)
- 2012-2013 : Papa fait son show : Marie (8 épisodes)
- 2013-2014 : Bonne chance Charlie : Lauren Dabney (5 épisodes)
- 2016 : Shameless : Dominique Winslow (rôle récurrent)
- 2016 et 2019 : Les Pires Profs : Tina (2 épisodes)
- 2017 : Explosion Jones : Jenny Jones (1 épisode)
- 2017-2019 : Zoe et Raven : Zoe Phillips (rôle principal, 3 saisons - 30 épisodes)
- 2019 : Le Monde magique de Reggie (Twelve Forever) : Esther (voix)
- 2021 : 9-1-1 : Katie (épisode : Nos liens invisibles - saison 4)
- 2021-2023 : Blindspotting : Trish (rôle principal, 2 saisons - 16 épisodes)

Téléfilms
- 2018 : Zoe et Raven : Noël ensemble : Zoe Phillips
- 2019 : Zoe et Raven : La Saint Valentin : Zoe Phillips

## Voix françaises
En France, Ludivine Deworst est la voix française la plus régulière de Jaylen Barron.
Ludivine Deworst dans :
- Zoe et Raven (série)
- Zoe et Raven : Noël ensemble (téléfilm)
- Zoe et Raven : La Saint Valentin (télefilm)
- Blindspotting (série)